# Kadosa
Kadosa est un prénom hongrois masculin.

## Étymologie
L'origine serait un anthroponyme turc signifiant perdu, errant, égaré.

## Équivalents
- Kadicsa, Kadisa, Kadocsa, Kadosa

## Patronyme
Kadosa est un nom de famille  notamment porté par :

- Pál Kadosa (1903–1983) pianiste et compositeur hongrois.

## Fête
Les "Kadosa" se fêtent le 10 ou le 11 mars.